# Kleinbauern-Vereinigung
Die Kleinbauern-Vereinigung (Vereinigung zum Schutze der kleinen und mittleren Bauern, VKMB) engagiert sich auf politischer Ebene für kleine und mittlere Bauernbetriebe in der Schweiz.

## Geschichte
Der Verein wurde 1980 von René Hochuli, Kleinbauer aus dem Kanton Aargau, zusammen mit 200 weiteren Bauern als bäuerliche Oppositionsgruppierung unter dem Namen Vereinigung zum Schutze der kleinen und mittleren Bauern (VKMB) gegründet. Zu den Mitbegründern gehörte auch Ernst Frischknecht, welcher dem VKMB bis 1985 als Vizepräsident vorstand. Ziele waren die staatlichen Subventionen an die Landwirtschaft auf bäuerliche Betriebe einzuschränken und mit einer Differenzierung der Preisstützungen eine gleichmässigere Verteilung auf alle Landwirtschaftsbetriebe zu bewirken. 1981 wurde der Verein vom Schweizerischen Bauernverband als Sektion aufgenommen, bevor 1982 der Austritt wegen Differenzen zur Kleinbauern-Initiative erfolgte. Im selben Jahr wurde die Eidgenössische Volksinitiative «für ein naturnahes Bauern – gegen Tierfabriken (Kleinbauern-Initiative)» lanciert, die jedoch sieben Jahre später vom Volk knapp abgelehnt wurde (vgl. Volksinitiativen in der Schweiz zur Massentierhaltung). Die Initiative wurde u. a. von der Firma Denner, die eine Liberalisierung der Einfuhrregulierungen anstrebte, unterstützt. Nach 1989 wurde das Ziel der Preisdifferenzierung aufgegeben, man setzte sich nun für die Ausrichtung von Direktzahlungen ein.  1994 wurde eine zweite Kleinbauerninitiative eingereicht, welche ebenfalls an der Urne scheiterte. Die Kleinbauern-Vereinigung unterstützte weitere Vorstösse zu Tierschutz, Raumplanung und Gentechnik und gehört zu den Gründungsorganisationen des am 25. Juni 1990 gegründeten Vereins Schweizer Allianz Gentechfrei (SAG). Im Jahr 2022 hat der Verein zusammen mit anderen Organisationen eine Werbekampagne für weniger Fleischkonsum durchgeführt.
Nach dem plötzlichen Tod von René Hochuli 1989 wirkte der Berner Bauer Ruedi Baumann für zwölf Jahre als Präsident des VKMB. 2021 wurde sein Sohn Kilian Baumann als Nachfolger von Regina Fuhrer-Wyss gewählt.

## Organisation und Ziele
In dem Verein sind Bauern und Konsumenten Mitglieder. Für den Vorstand ist vorgeschrieben, dass mehr als die Hälfte der Mitglieder einen namhaften Teil des Erwerbseinkommens aus der Landwirtschaft beziehen müssen. Die Geschäftsstelle befindet sich in Bern. 
In ihrem Leitbild setzt sich die Vereinigung eine Nahrungsproduktion kombiniert mit multifunktionalen Leistungen, umweltschonender Bewirtschaftung und artgerechter Tierhaltung zum Ziel. Eine Versorgung der Bevölkerung mit möglichst ökologisch, fair und regional produzierten Lebensmitteln wird angestrebt. Die Mitsprache und der Kontakt zwischen Konsumenten und Bauern haben einen hohen Stellenwert und werden gefördert. Die Kleinbauern-Vereinigung setzt sich politisch für ihre Ziele ein und wendet Instrumente der direkten Demokratie (Volksinitiative und Gesetzesreferendum) an. Die Medien werden mit Stellungnahmen zu aktuellen Fragen beliefert und die Vereinsmitglieder informiert.

## Projekte
Die Vereinigung lancierte eine Anlaufstelle für ausserfamiliäre Hofübergaben. Dort wird Landwirten, die keinen Betrieb in Familienbesitz haben, ein Hof vermittelt.

## Trivia
- Tochter von René Hochuli ist die Politikerin Susanne Hochuli (Grüne).